# Hubert Kah
Hubert Kah is een Duitse synthpop band onder de leiding van Hubert Kemmler (geboren 21 maart 1961 in Reutlingen). Kemmler is een Duits musicus, componist, songwriter en producer.

## Biografie
Kemmlers carrière begon als deel van het Neue Deutsche Welle trio Hubert Kah, bestaande uit Kemmler (zang, keyboard), Markus Löhr (gitaar, keyboard) en Klaus Hirschburger (bas). De groep kende successen met de singles Rosemarie, Sternenhimmel en Einmal Nur Mit Erika... (Dieser Welt Entfiehn), en de albums Meine Höhepunkte en Ich Komme. Gedurende deze periode zorgde Kemmler met zijn tv-optredens voor ophef, wegens zijn kledingkeus, bestaande uit onder andere een nachtjapon en dwangbuis.
In 1984 heeft de band de handen ineengeslagen met producer Michael Cretu. Na een Duitstalig album getiteld Goldene Zeiten (1984) begon de band zich te focussen op Engelstalige albums. Tensongs (1986) en Sound of My Heart (1989) kenden enige populariteit op internationaal gebied. Samen met Cretu schreef Kemmler nummers voor andere artiesten, zoals Dancing into Danger van Inker & Hamilton en Liebe Auf Den Ersten Blick van Münchener Freiheit, alsmede enkele nummers voor Sandra, waaronder (I'll never be) Maria Magdalena en Heaven Can Wait. Verder stond hij Sandra bij met achtergrondzang voor vrijwel al haar hitsingles in de periode 1985 - 1989.
Kemmler leed aan het einde van de jaren tachtig aan een depressie, die er toe leidde dat Kemmler zich volledig uit de muziekbusiness terugtrok. Na zijn revalidatie kwam hij in 1996 terug met een volledig vernieuwd Hubert Kah, inclusief de singles C'est La Vie en Sailing. De productie met klassieke elementen gaf niet het commerciële succes waarop Kemmler had gehoopt. In 1998 werden een nieuwe single genaamd Love Chain en een Best Of CD op de markt. Kemmler werd kort daarna weer ziek en diende medische behandeling te ondergaan.
In 2005 begon Kemmler aan zijn tweede comeback met het album Seelentaucher. Het album bestond uit een mix van Duits- en Engelstalige nummers.
In de lente van 2007 tourde Kemmler door Duitsland als Ice King Kini in de musical Princess Lillifee. Op 26 mei van datzelfde jaar was hij een van de vier eregasten op het akoestisch concert van ASP bij Wave-Gotik-Treffen in Leipzig. Daarnaast nam Kemmler weer nummers op met Sandra voor haar nieuwe album Stay in Touch, dat eind 2012 op de markt verscheen.

## Discografie

### Albums
- 1982: Meine Höhepunkte
- 1982: Ich komme
- 1984: Goldene Zeiten
- 1985: Angel 07 (Japan mini-album)
- 1985: Once Bitten Soundtrack – "The Picture"
- 1986: Tensongs
- 1989: Sound of My Heart
- 1990: Best of Dance Hits
- 1996: Hubert Kah
- 1998: Best of Hubert Kah
- 2005: Seelentaucher

### Singles
- 1982: "Rosemarie"
- 1982: "Sternenhimmel"
- 1983: "Scary Monster"
- 1983: "Einmal nur mit Erika (...dieser Welt entflieh'n)"
- 1984: "Engel 07"
- 1984: "Wenn der Mond die Sonne berührt"
- 1985: "Goldene Zeiten"
- 1985: "Angel 07" (Japan en USA release)
- juni 1986: "Limousine"
- oktober 1986: "Something I Should Know"
- 1986: "Love Is So Sensible"
- May 1987: "Military Drums"
- februari 1989: "Welcome, Machine Gun"
- april 1989: "So Many People"
- 1990: "Cathy"/"The Picture"
- 1995: "C'est la vie"
- 1996: "C'est la vie" (remastered)
- 1996: "Sailing (Away From Me)"
- 1998: "Der NDW Kult Mix"
- 1998: "Love Chain (...Maria)"/"Rosemarie '98"
- 2005: "No Rain"
- 2005: "Psycho Radio"
- 2005: "Sekunden" (promo)
- 2007: "Ich seh' den Stern am Himmel"
- 2016: "Terrorist der Liebe" (with Joachim Witt)